# Жан-Мішель Кусто
Жан-Мішель Кусто (фр. Jean-Michel Cousteau, нар. 1938) — французький дослідник, захисник навколишнього середовища, педагог та кінопродюсер. Старший син відомого океанографа Жака-Іва Кусто, батько Фаб'єна Кусто та Селін Кусто. Член Національної ради з архітектури та дипломований спеціаліст знаменитої Паризької школи архітектури.

## Життєпис
Жан-Мішель — син Жака-Іва та Сімони Мельхіор Кусто. Вперше пірнув із аквалангом у 1945 році, у 8-річному віці. Хоча Жан-Мішель отримав спеціальність архітектора, пізніше він приєднався до Товариства Кусто, створеного його батьком, і залишався віце-президентом товариства протягом 20 років. У 1993 році почав знімати власні фільми про довкілля. Жан-Мішель та його батько розійшлися в думках щодо діяльності Товариства та керівництва ним.
Після того, як Жан-Мішель відкрив на Фіджі готель, названий своїм прізвищем, Жак-Ів Кусто подав проти нього судовий позов (1995 року). У червні 1996 року суд видав Жану-Мішелю припис скрізь додавати до назви готелю та своє власне ім'я, щоб не змішувати свій бізнес із некомерційними починаннями батька.
У 1999 році Жан-Мішель Кусто заснував Товариство майбутнього океану — природоохоронну та освітню організацію, серед цілей якої вироблення етики збереження Світового океану, проведення досліджень та розроблення освітніх програм. У 2003 році Товариство спільно з Франчеською Сорренті та Марішею Шибуя з проєкту SKe GROUP випустило у видавництві «Trolley Books» книгу «Water Culture», до якої увійшли різноманітні фотографії, об'єднані морською тематикою, та інтерв'ю з відомими людьми про проблеми води.
Кусто також обіймає посаду голови французького Зеленого хреста.
Жан-Мішель Кусто працював над документальним висвітленням катастрофи на нафтовій платформі Deepwater Horizon, за 50 миль від узбережжя Луїзіани, на якій у 2010 році загинули 11 працівників і двоє учасників операції зі зупинення розливу нафти.
У 2012 році він опублікував книгу «Мій батько, капітан: моє життя з Жаком Кусто».
Жан-Мішель Кусто є президентом Green Cross France & Territoires, неурядової організації, яка пропонує ключі до дій, спрямованих на покращення навколишнього середовища для вільного майбутнього. У 2019 році він запропонував владі РФ свою допомогу з випуску косаток та білух, яких привезли до Охотського моря. 25 червня 2019 року першу партію із двох косаток та шести білух доставили на мис Перовського у Хабаровському краї, де їх випустять на волю після процедури адаптації. Вчений повідомив, що уважно стежив за перебігом запланованого в Росії випуску косаток та білух.

## Продюсер та актор
Жан-Мішель Кусто продюсував створення понад 70 фільмів.
Разом зі Стівеном Гілленбергом Кусто знімався в документальному матеріалі на DVD-версії повнометражного мультфільму « Губка Боб Квадратні Штани». У ролику вони обговорювали справжні прототипи персонажів фільму. Аналогічний фільм "Вивчення Рифів " був записаний для DVD-версії мультфільму « У пошуках Немо» студій Disney та Pixar. Там Жан-Мішель з'явився у кадрі разом із персонажами мультфільму та розповідав про забруднення океанів.
Також Кусто з'явився в документальному фільмі Coral Reef Adventure, знятому у форматі IMAX.
В 2006 році Жан-Мішель Кусто випустив серію документальних фільмів «Океанські пригоди». Товариство майбутнього океану, KQED та PBS продовжили роботу над серією у 2007—2008 роках. У жовтні 2006 року Жан-Мішель Кусто та його діти Фаб'єн та Селін вирушили з експедицією на береги Амазонки. 20 років тому вчені-екологи пророкували цим місцям незворотну шкоду та виродження, а 25 років тому Жан-Мішель Кусто зі своїм легендарним батьком пройшов із кінокамерою всю довжину річки.
У 2006 році президент США Джордж Буш під впливом фільму Кусто «Voyage to Kure» створив національний морський пам'ятник Папаханаумокуакеа, перетворивши 360 тис. км² океанської води, островів і атолів в одну з найбільших у світі морських територій, що охороняються.

## Фільмографія
Усі появи в кіно — у ролі самого себе, якщо не вказано інше.
- The Undersea World of Jacques Cousteau (1968) — помічник продюсера
  - «Search in the Deep»
  - «Savage Worlds of the Coral Jungle»
- «The Alan Thicke Show» (17 жовтня 1980)
- «Les Pièges de la mer aka Cries from the Deep» (1982) — delegate producer
- «Cousteau: Alaska: Outrage at Valdez» (1989) — виконавчий продюсер і режисер
- «Stories of the Sea» (1996)
- «Exploring the Reef with Jean-Michel Cousteau» — «Вивчення Рифів» (2003) — вийшов на 2-му DVD «У пошуках Немо».
- «MacGillivray Freeman's Coral Reef Adventure» (2003)
- «Hollywood's Magical Island: Catalina» (2003)
- «Deadly Sounds in the Silent World» (2003)
- «Sharks 3D» (2004) — ведучий
- «Tout le monde en parle» (10 квітня 2004)
- «The 100 Greatest Family Films» (2005)
- «Jean-Michel Cousteau: Ocean Adventures» (2006-) — також виконавчий продюсер
  - «America's Underwater Treasures» (дві частини, 20 і 27 вересня 2006) — Роберт Редфорд
  - «Sharks at Risk» (12 липня 2006), розповідає Пірс Броснан
  - The Gray Whale Obstacle Course (19 липня 2006), розповідає Пірс Броснан
  - «Voyage to Kure» (дві частини, 5 і 12 квітня 2006), розповідає Пірс Броснан
  - «Return to the Amazon» (дві частини, 2 і 9 квітня 2008), розповідає Делрой Ліндо
  - «Sea Ghosts» (8 квітня 2009), розповідає Енн Хеч
  - «Call of the Killer Whale» (22 квітня 2009), розповідає Кріс Нот
- «Slater Meets Her Hero Jean-Micheal Cousteau» (2006)
- «Voxtours»: «Karibische Jungferninseln — Die British Virgin Islands» (19 серпня 2006)
- «Dolphins and Whales 3D: Tribes of the Ocean» (2008) — ведучий
- The Late Late Show with Craig Ferguson (1 квітня 2008, 31 липня 2008 та 25 липня 2010)

## Кіновтілення
- Одіссея — Бенжамін Лаверн, Рафаель де Ферран (у дитинстві)